# Ragheb Harb
Pour les articles homonymes, voir Harb.
Ragheb Harb ou Cheikh Ragheb Harb (الشيخ راغب حرب) (né en 1952, mort le 16 février 1984) est un imam dans un village chiite du sud du Liban ; c'est l'un des fondateurs du Hezbollah.

## Biographie
Ragheb Harb est né en 1952, dans le village de Jibchit dans le Jebel Amel au Liban sud.
Il est scolarisé à l'âge de sept ans, et étudie la littérature avant de partir étudier dans la ville de Nabatieh où il suivra des études en sciences islamiques. En 1969, il quitte sa ville natale pour partir vivre à Beyrouth, puis à Najaf en Irak où il poursuivra ses études religieuses. En 1974, il est obligé de revenir au Liban à la suite de l'arrivée du parti Baath au pouvoir.
De retour dans son village natal de Jibchit, il devient Imam et guide la prière du vendredi.
Après l'invasion du Liban par l'armée israélienne, il est retenu prisonnier pendant quelques jours. D'après l'armée israélienne, c'était en raison de l'aide qu'il apportait à des mouvements armés, mais il semble que ce soit son refus de collaborer avec les autorités israéliennes qui lui a valu cette arrestation. Ce n'est qu'après des manifestations et des grèves de la part de la population chiite libanaise qu'il est libéré.
Chef du Hezbollah, il est assassiné par l'armée israélienne le 16 février 1984.